# William Cabell Bruce

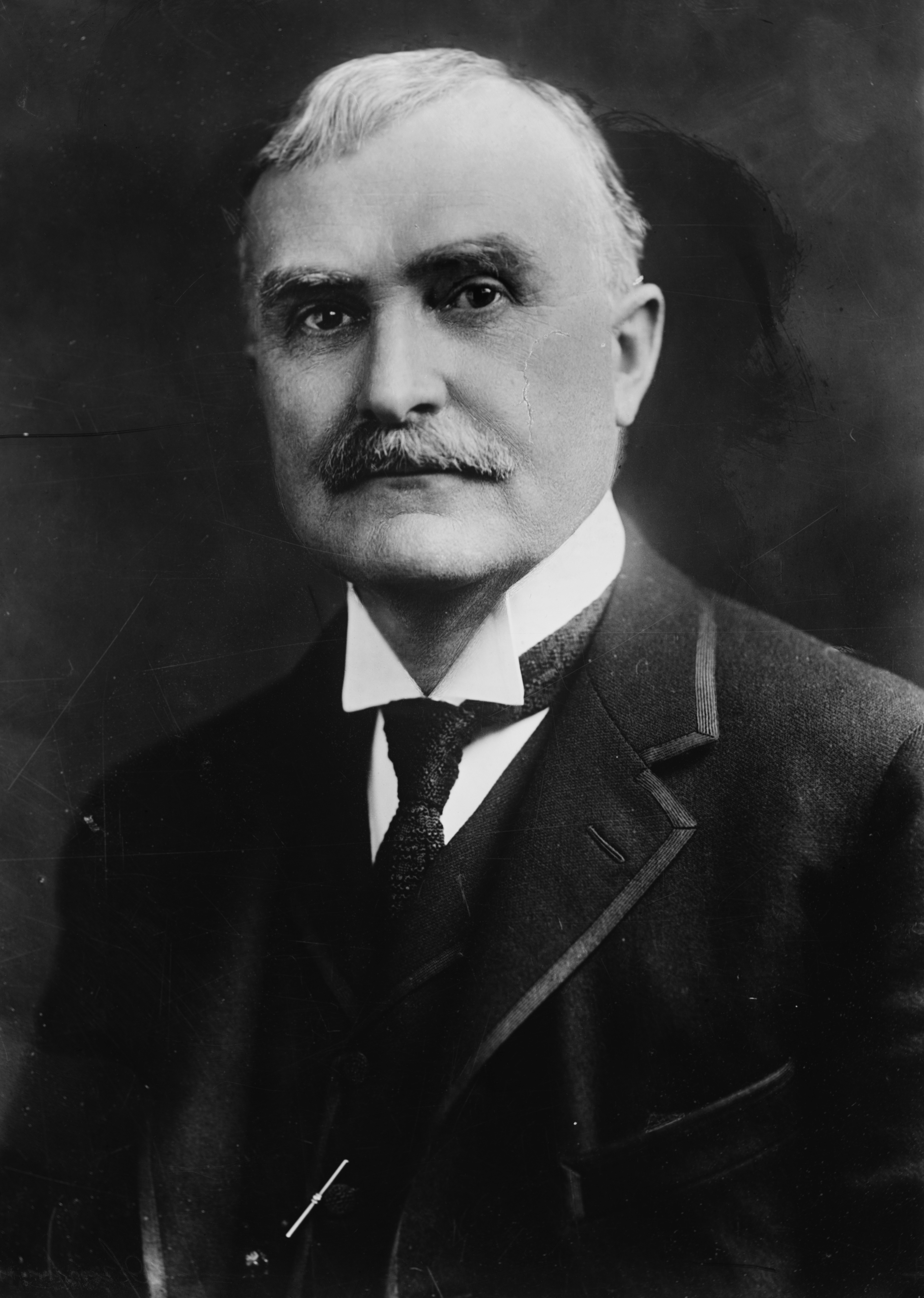
William Cabell Bruce

William Cabell Bruce, född 12 mars 1860 i Charlotte County, Virginia, död 9 maj 1946 i Baltimore County, Maryland, var en amerikansk demokratisk politiker och författare. Han representerade delstaten Maryland i USA:s senat 1923-1929.
Bruce studerade vid University of Virginia. Han avlade sedan 1882 juristexamen vid University of Maryland School of Law. Han arbetade därefter som advokat och som författare i Baltimore. Han var ledamot av Marylands senat 1894-1896.
Bruce tilldelades 1918 Pulitzerpriset för biografin Benjamin Franklin, Self-Revealed (1917).
Bruce besegrade sittande senatorn Joseph Irwin France i senatsvalet 1922. Han ställde upp för omval sex år senare men besegrades av utmanaren Phillips Lee Goldsborough.
Bruce avled 1946 och han gravsattes på Saint Thomas Episcopal Church Cemetery i Baltimore County.